# Lelu (Mikronezja)
Lelu, miasto w Sfederowanych Stanach Mikronezji (stan Kosrae); 2,8 tys. mieszkańców (2008). Położone na wyspie Lelu, na północny wschód od wyspy Kosrae.